# Малое Чукочье
Малое Чуко́чье — озеро на северо-востоке Якутии, в Нижнеколымском улусе. Расположено на северо-востоке Колымской низменности, в левобережье Колымы, лежит в обширной котловине между озёр Чукочье (расположено к северу) и Нерпичье (к югу), с которыми соединено протоками. 
Имеет овальную форму, берега слабо изрезаны, местами обрывистые и заболоченные. Вдоль юго-западного берега озера — обширные отмели.
Площадь озера, согласно государственному водному реестру, составляет 55 км² (по другим данным — 55,6 км²). Длина береговой линии — 33,6 км. Длина озера 13,4 км, максимальная ширина достигает 5,3 км при средней ширине 3 км. Находится на высоте 0,4 м над уровнем моря.
Ближайший населенный пункт, посёлок Черский, расположен примерно в 76 км к юго-востоку.